# Vanoye Aikens

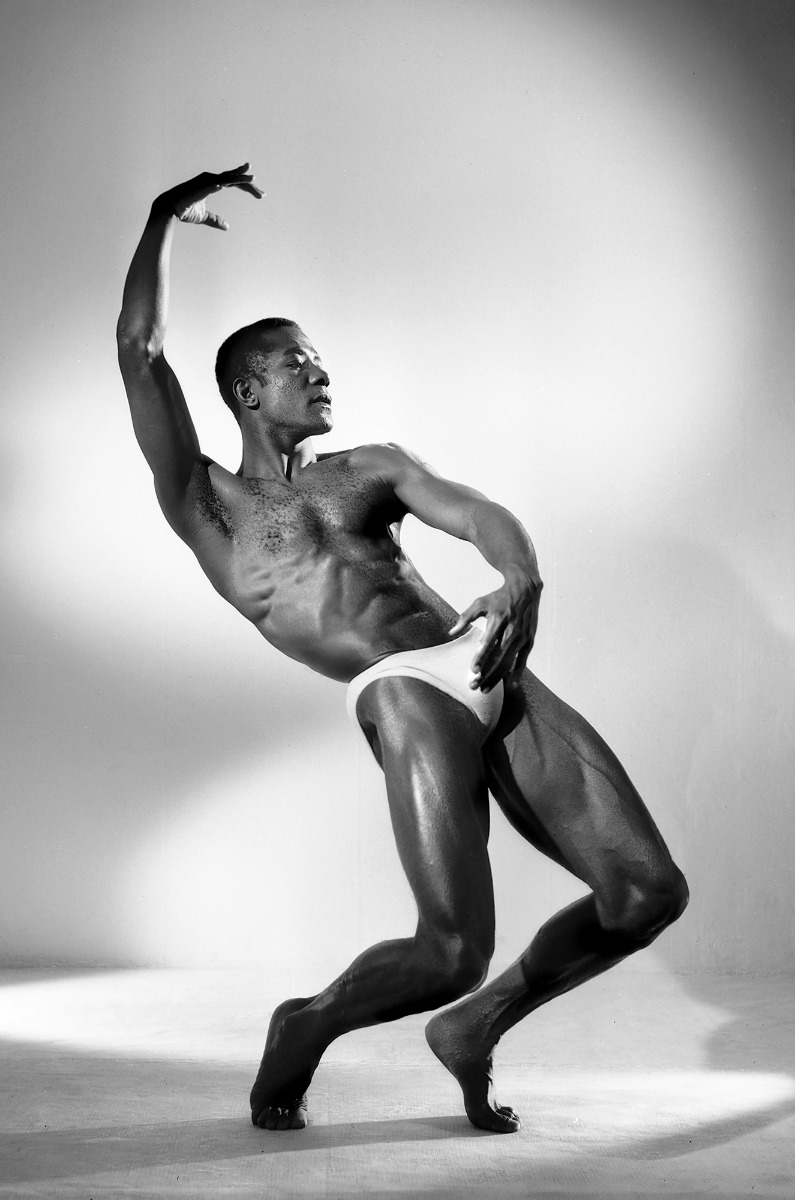
Vanoye Aikens im Jahr 1952, Foto von Annemarie Heinrich.

Vanoye William Aikens (auch bekannt als Van Aikens, * 27. November 1922 in Georgia; † 24. August 2013 in Los Angeles) war ein US-amerikanischer Tänzer und Schauspieler.
Aikens trat ab Mitte der 1940er Jahre als Tänzer der Katherine Dunham Dance Company auf vielen Tourneen in den Vereinigten Staaten, Europa und Südamerika auf. Als die Gruppe sich auflöste, hatte er 1960/1961 eine kurze Karriere als Sänger und Schauspieler in italienischen Genrefilmen. Bis zur Mitte der 1980er Jahre unterrichtete er dann als Lektor Tanz an der Danshögskolan sowie in Deutschland und Spanien. Schließlich kehrte er in die USA zurück.

## Filmografie (Auswahl)
- 1954: Mambo
- 1960: Die Sklaven Roms (La rivolta degli schiavi)
- 1961: Barabbas (Barabba)
- 1961: Giuseppe venduto dai fratelli
- 1961: Macistes größtes Abenteuer (Maciste contro il vampiro)
- 1961: Der schwarze Seeteufel (Gordon, il pirata nero) (nur Credit)
- 1961: Tropico di notte
- 1961: Der Untergang von Metropolis (Il gigante di Metropolis)
- 1962: Eva
- 1962: Sodom und Gomorrha (Sodom and Gomorrah)
- 1963: Cleopatra
- 1971: I Eat Your Skin